# Orthographe du nom de Shakespeare

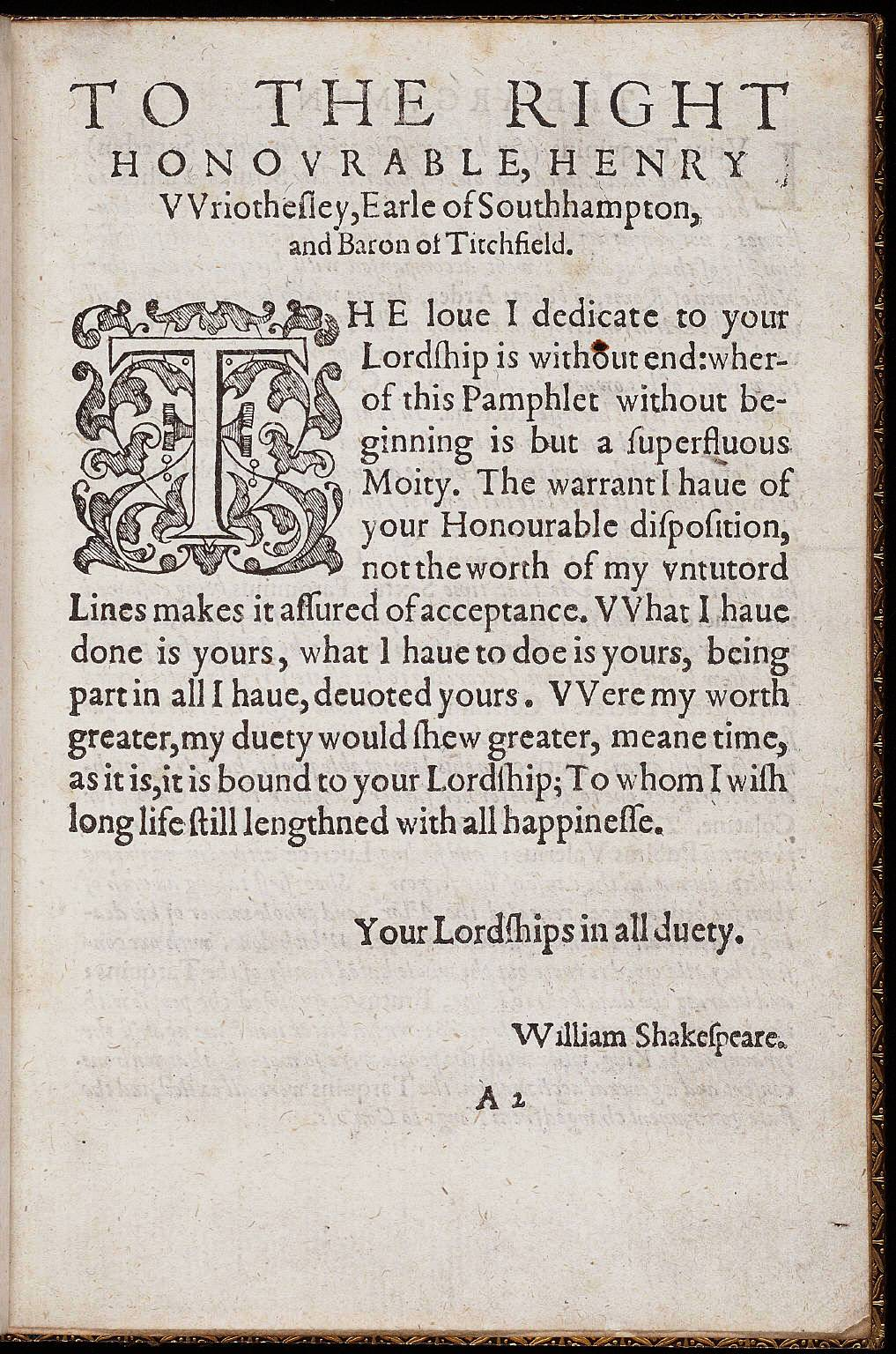
Signature imprimée de Shakespeare telle qu'elle apparaît dans Le Viol de Lucrèce, imprimé par son compatriote Stratfordien.

L'orthographe du nom de William Shakespeare a varié au fil du temps. Qu'il soit manuscrit ou imprimé, son nom n'a pas été systématiquement orthographié de façon unique durant sa vie. Après sa mort et jusqu'au XXe siècle, le nom a été orthographié différemment selon les éditeurs.
L'orthographe « Shakespeare » est la forme la plus utilisée dans les publications du vivant de Shakespeare, mais ce n'est pas celle qu'il utilise dans ses signatures manuscrites. C'est toutefois l'orthographe utilisée par l'auteur comme signature imprimée aux dédicaces des premières éditions de ses poèmes, Vénus et Adonis et Le Viol de Lucrèce. C'est également l'orthographe utilisée dans le Premier Folio, la collection de ses pièces publiée en 1623, après sa mort.
Au fil des siècles, l'orthographe du nom a évolué, « Shakespear » devient populaire au XVIIIe siècle. Il est remplacé par « Shakspeare » à la fin du XVIIIe siècle et jusqu'au début du XIXe siècle. Pendant les époques romantique et victorienne, l'orthographe « Shakspere », utilisée par le poète dans sa signature, est largement adoptée avec la conviction que c'est la version la plus authentique.
À partir du milieu du XIXe siècle jusqu'au début du XXe siècle, une grande variété d'orthographes est utilisée pour diverses raisons bien que, à la suite de la publication de ses œuvres par les éditions Cambridge and Globe dans les années 1860, « Shakespeare » commence à prendre l'ascendant sur les autres formes.
Par la suite, les écrivains doutant de la paternité des œuvres de Shakespeare prirent l'habitude d'utiliser des orthographes différentes selon qu'ils fassent référence à l'auteur « réel » des œuvres ou à l'homme de Stratford-upon-Avon.

## Signatures de Shakespeare
Les six signatures reconnues indubitablement comme étant de la main de Shakespeare sont portées sur quatre actes juridiques :
- un témoignage dans l'action en justice Bellott contre Mountjoy (en), daté du 11 mars 1612 ;
- l'acte d'achat d'une maison à Blackfriars à Londres, daté du 10 mars 1613 ;
- l'hypothèque de la même maison, daté du 11 mars 1613 ;
- son testament, qui contient trois signatures, une sur chaque page, daté du 25 mars 1616.

Les signatures apparaissent comme suit :
- Willm Shakp
- William Shakspēr
- Wm Shakspē
- William Shakspere
- Willm Shakspere
- By me William Shakspeare

Trois d'entre elles sont des versions abrégées du nom de famille, utilisant les conventions d'abréviation de l'époque.
Une signature controversée, « Willm. Shakspere » a été trouvée sur la page de garde d'un exemplaire de la traduction par John Florio des œuvres de Montaigne.
Une autre signature, probablement authentique, apparaît sur un recueil de lois anglo-saxonnes de 1568, l'Archaionomia de William Lambarde. Bien que comportant des bavures, l'orthographe semble être « Shakspere ».

## Autres documents

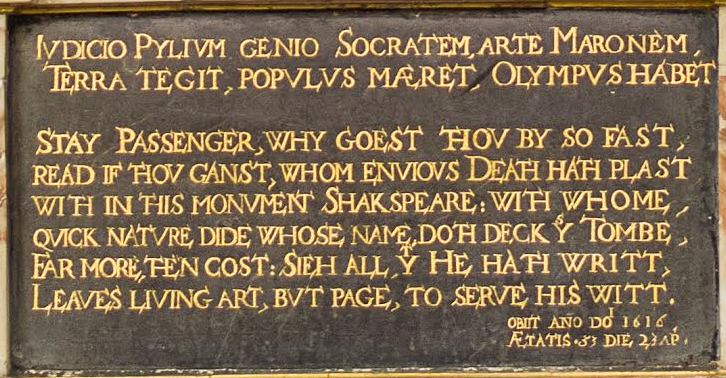
Plaque commémorative sur la tombe de Shakespeare dans l'Église de la Sainte-Trinité de Stratford-upon-Avon.
Son nom est orthographié « Shakspeare ». À proximité, l'inscription sur la tombe de sa veuve, Anne Hathaway indique « épouse de William Shakespeare ».

L'écrivain David Kathman a fait le compte des variations dans l'orthographe du nom de Shakespeare, énumérées dans le livre de Samuel Schoenbaum, William Shakespeare : A Life documentaire.
Il évalue que les références non littéraires du vivant de Shakespeare utilisent 71 fois le nom « Shakespeare ». Alors que le nom « Shakespere » n'arrive qu'en seconde position avec 27 items, suivi par « Shakespear » (16 utilisations) ; « Shakspeare » (13 utilisations) ; « Shackspeare » (12 utilisations) et « Shakspere » (8 utilisations). Il existe également d'autres variations très peu utilisées, ou qui n'apparaissent qu'une fois.
Ainsi que l'indique Reginald Charles Churchill, ces variations n'étaient pas inhabituelles :

« Le nom de Sir Walter Raleigh (1552 - 1618) a été écrit par ses contemporains soit Raleigh, Raliegh, Ralegh, Raghley, Rawley, Rawly, Rawlie, Rawleigh, Raulighe, Raughlie, ou Rayly.
Le nom de Thomas Dekker (1572-1632) a été rédigé soit Dekker, Decker, Deckar, Deckers, Dicker, Dickers, Dyckers, ou (assez intéressant) Dickens. »

D'après David Kathman, l'orthographe est généralement plus uniforme dans les versions imprimées que dans les versions manuscrites, et il y a une plus grande variété d'orthographe dans les documents provinciaux que dans les métropoles.